# Papamosques dorsifumat
|  | Per a altres significats sobre l'altre ocell del gènere Ficedula amb l'epitet Ficedula hodgsoni, vegeu «Papamosques pigmeu». |

El papamosques dorsifumat (Ficedula erithacus; syn: Ficedula hodgsonii) és una espècie d'ocell de la família dels muscicàpids (Muscicapidae). És troba al sud d'Àsia, des de la Xina fins a Tailàndia. El seu hàbitat natural són els boscos tropicals i subtropicals de frondoses humits de les terres baixes i de l'estatge montà. El seu estat de conservació es considera de risc mínim.

## Taxonomia
El papamosques dorsifumat anteriorment emprava l'epitet Ficedula hodgsonii. Tanmateix, el papamosques pigmeu, que estava en el gènere monotípic Muscicapella (M. hodgsoni), va haver de ser traslladat a Ficedula degut a anàlisis filogenètiques. Aleshores el pigmeu fou recombinat en Ficedula hodgsoni i el dorsifumat passà a anomenar-se F. erithacus per evitar confusions.